# 小佐川源次郎
小佐川 源次郎（おさがわ げんじろう、1940年11月13日 - ）は、日本の俳優。本名、小鯖 孝。
東京府（現・東京都）出身。日本大学芸術学部演劇科卒業。劇団前進座所属。以前は劇団青俳に所属していた。

## 出演作品

### テレビドラマ
- 怪奇大作戦 第11話「ジャガーの眼は赤い」（1968年）
- 遠山の金さん捕物帳 第150話「我が子に殺しを教えた男」（1973年） - 松蔵
- 華麗なる刑事（1977年）
- 達磨大助事件帳 第2話「お父う!!」（1977年）

### 映画
- トラ・トラ・トラ!（1970年）
- 裸の大将放浪記（1981年） - 加藤清十郎

### 舞台
- 牛若丸（鬼一法眼）
- 傾城反魂香
- 今昔物語
- さぶ（赤鬼）
- さんしょう太夫
- 三人吉三廓初買
- 俊寛
- 隅田川続俤
- 旅の終りに
- 月夜のサンタマリア（駅長）
- 天平の甍（1964年） - 義静 ※デビュー作[1]
- 唐茄子屋
- 笛吹きカナシー（海賊の頭）
- 水沢の一夜
- やんぼう・にんぼう・とんぼう（熊）

### CM
- 富士ゼロックス